# Al-Fatah (società segreta)
L'organizzazione al-Fatāh (ﺍﻟﻔﺘﺎﻩ o الفتى, che di per sé significa in arabo "La giovane") - e che è l'abbreviazione della al-Jamʿiyya al-ʿarabiyya al-fatāh ("Giovane Associazione Araba") - fu una società segreta operante prevalentemente in Siria ma fondata a Parigi nel 1911, trasferitasi poi a Beirut nel 1912. 

Fu costituita da un certo numero di ufficiali arabi dell'esercito turco-ottomano che si proponevano il conseguimento dell'indipendenza del mondo arabofono.
Essa, al pari dell'altra società segreta militare al-ʿAhd ("Il Patto"), operante in Mesopotamia fu un'autentica fucina da cui emersero numerosi futuri esponenti politici delle varie nazioni arabe - specialmente Siria e Iraq - sorte in seguito alla sconfitta dell'Impero ottomano nel corso della I Guerra mondiale.